# Ілля II Рареш
Ілля ΙΙ Рареш (рум. Ilie II Rareş, нар. 1531 — пом. 1562) — господар Молдовського князівства з 3 вересня 1546 до 11 червня 1551 року, старший син Петра IV Рареша.

## Біографія
У 1541 році після другого правління Петра IV Рареша у Молдовському князівстві, Ілля як заручник був відправлений до Стамбулу. Правління Іллі Рареша характеризувалося жорсткою податковою політикою. Він уклав союз з поляками, з дозволу турків здійснив похід у Трансільванію проти австрійців і єпископа Мартінуцці (Martinuzzi), однак не домігся істотних результатів.
Ілля після смерті батька Петру IV Рареша, став спадкоємцем молдовського трону. В 1547 р. він, як і його попередники, склав присягу на вірність королю Польщі. Ілля, як і його молодші брати Костянтин і Штефан VII виховувались османською культурою. В 1551 році Штефан VI пішов під вплив турецького султана і прийняв іслам. Султан надав йому колишні молдовські землі з Білгородом, а молдовським господарем став молодший брат Штефан VII. Ілля ІІ підтримував грабіжницьку політику турків.
В лютому 1550 року напав на Бар як відповідь за грабунок турецьких купців загонами під командуванням барського старости Бернарда Претвича за участі синів коронного гетьмана Миколая Сєнявського; хотів полонити Б. Претвича, віддати його султану як дарунок В 1551 році з військом перейшов Дністер та спалив дощенту Брацлав. Провідником доріг служив йому Мормура. Король наказав Василю Костянтину Острозькому пильнувати кордони та бути напоготові.
У 1551 році передав молдовський престол своєму братові Штефану VI Рарешу, після чого прийняв іслам і став пашею Силістри.
Пізніше був заарештований, помер через хворе серце в турецькому ув'язненні в 1562 році (за іншими даними в 1553) в Халебі (сучасна Сирія).
Ілля ІІ Рареш був зображений на фресці в церкві монастиря Пробота, заснованого в 1530 році його батьком. Після прийняття ісламу, він був скинутий боярами і країною, а його обличчя на фресці у Проботі було завуальоване.

## Особисте життя
Іллю II Рареша підозрювали в бісексуальних стосунках. Цю гіпотезу висунув історик Дан Горія Матей, використовуючи хроніку Грігоре Уреке, який писав: «маючи при собі молодих турецьких радників, з якими він день проводив і пестився, а ночами з турецькими повіями, він віддалявся від християнських звичаїв».